# Châteaulin
Châteaulin (bretonsko Kastellin) je naselje in občina v severozahodni francoski regiji Bretanji, podprefektura departmaja Finistère. Leta 2008 je naselje imelo 5.247 prebivalcev.

## Geografija
Kraj leži v pokrajini Cornouaille ob  reki Aulne in kanalu Nantes-Brest, med Quimperjem in Brestom.

## Uprava
Châteaulin je sedež istoimenskega kantona, v katerega so poleg njegove vključene še občine Cast / Kast, Dinéault / Dineol, Kerlaz, Locronan / Lokorn, Ploéven / Ploeven, Plomodiern / Ploudiern, Plonévez-Porzay / Plonevez-Porzhe, Port-Launay / Meilh-ar-Wern, Quéménéven / Kemeneven, Saint-Coulitz / Sant-Kouled, Saint-Nic / Sant-Vig, Saint-Ségal / Sant-Segal in Trégarvan / Tregarvan s 17.284 prebivalci.
Naselje je prav tako sedež okrožja, v katerem se nahajajo kantoni Carhaix-Plouguer, Châteaulin, Châteauneuf-du-Faou, Crozon, Faou, Huelgoat in Pleyben z 81.534 prebivalci.

## Zanimivosti
- neogotska cerkev sv. Iduneta,
- kapela Notre-Dame de Châteaulin.

## Pobratena mesta
- Clonakilty (Irska),
- Grimmen (Mecklenburg - Predpomorjanska, Nemčija).